# Ветулония

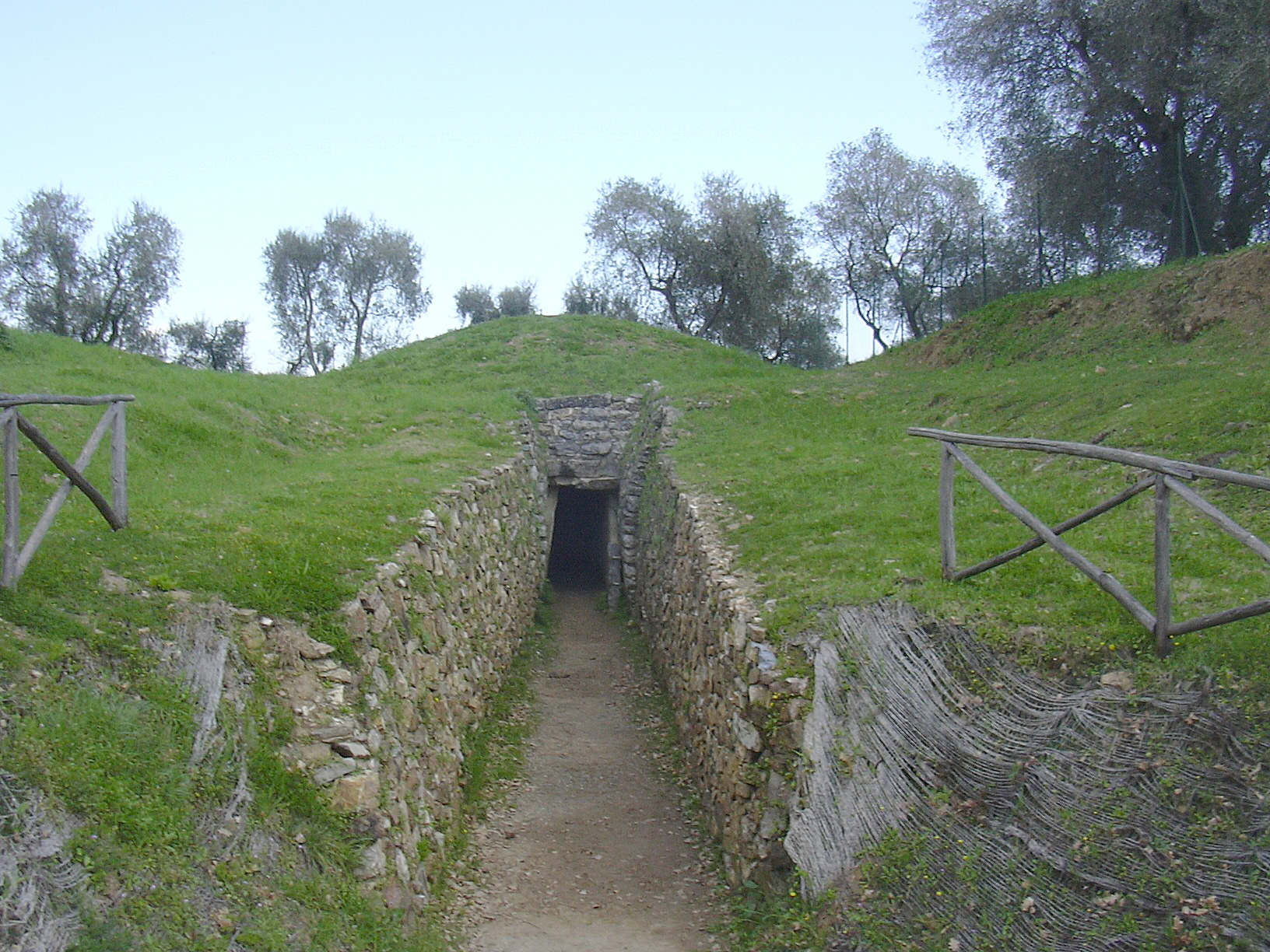
Этрусский тумулус

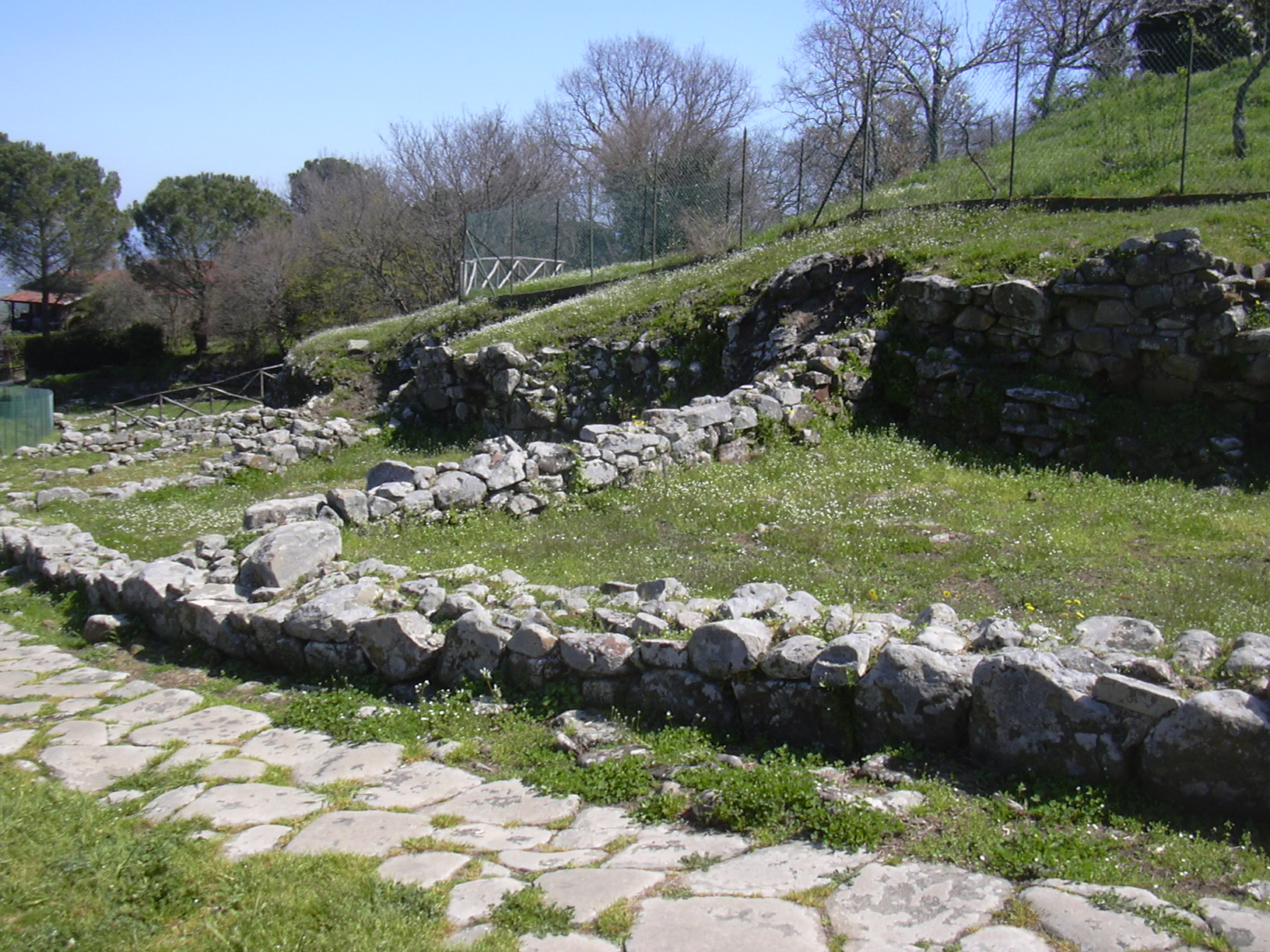
Остатки этрусских сооружений

Ветулония (лат. Vetulonium, этр. Vatluna) — древний город Этрурии, предположительно на месте которого расположен современный городок Ветулония, до 1887 называвшийся Колонната и Колонна ди Буриано; в настоящее время там проживает около 200 человек.
Расположен на высоте 300 метров над уровнем моря, примерно в 15 км к северо-западу от Гроссето. Поблизости находились горячие источники, Aquae Vetuloniae. Один из 12 городов Этрурского или Этрусского союза. Отсюда были взяты римлянами знаки отличия их властей.

## История и основные достопримечательности
Ветулония имеет этрусское происхождение. Дионисий Галикарнасский писал, что город входил в состав Латинского союза против Рима в VII веке до н. э.
Согласно Силию Италику (Punica VIII.485ff), именно здесь римляне переняли знаки отличия властей: ликторские фасции, курульное кресло, toga praetexta и tuba. Плиний Старший и Птолемей также упоминают этот город. Во время Римской империи город подвергся эпидемии малярии, распространявшейся с юга на север.
Мало что известно о средневековой Ветулонии. Какое-то время её оспаривали друг у друга аббаты монастыря Сан-Бартоломео ди Сестинья и ломбардский род Буриано. В 1323 году город оказался под властью коммуны Масса-Мариттима, а девять лет спустя был передан Сиене.
Местонахождение древнего города оставалось неизвестным до 1881 года. В 1887 году королевским указом этрусский город на холме Колонна ди Буриано, с остатками городских стен из известняка и двумя некрополями, частично раскопанными в 1885-1886 гг. Исидоро Фальки, был переименован из Колоната или Колонна ди Буриано в Ветулонию.
В 1898 году на территории некрополя была обнаружена гробница, в которой находились железные розги и секира в центре, а вскоре после этого была обнаружена так называемая стела Авла Фелуска — надгробная плита с изображением воина с топором-лабрисом и круглым щитом, которое опоясано посвятительной надписью. Богатое оснащение двух громадных некрополей свидетельствует о важности ветулонской знати. Над наиболее масштабными захоронениями возводились курганы (тумулусы), которые до сих пор в немалой степени определяют ландшафт. Так называемые циклопические стены (Mura dell’Arce) существуют, по-видимому, с VI—V вв. до н. э., а аэрофотосъемка показала их исчезнувшие участки, что свидетельствует о политической и коммерческой важности Ветулонии, славившейся своими ювелирами.
Предметы, найденные при раскопках более тысячи гробниц некрополя VII века до н. э., в настоящее время находятся в музеях Гроссето и Флоренции.